# A7V
A7V je tenk proizveden u Njemačkoj 1918., pred kraj Prvog svjetskog rata. Bilo je naručeno 100 primjeraka, ali samo 21 je proizveden. Sudjelovali su u završnim borbama u Prvom svjetskom ratu i bio je prvi tenk koji je proizveden u Njemačkoj.

## Razvoj
Povijest njemačkih oklopnih vozila seže sve do 1911. godine, kad je austrijski natporučnik Gunther Brustyn predložio razvoj Motorgbeschutza (samovoznog topa) s kupolom. Ideju je 1912. godine patentirao u Njemačkoj. No, njemački i austrijski generali, koji su odrasli na konjima, nisu shvaćali prednost Brustynove ideje, pa ona nikada nije otišla dalje od papira. Ideji o stvaranju oklopnih vozila njemačka će se vojska ozbiljnije posvetiti tek 1916. godine, nakon što su se na Zapadnom frontu prvi put pojavili britanski tenkovi Mark I. I prije pojave britanskih tenkova, njemačka je teška industrija pokrenula razvoj vozila Marienwagen I i II (poznati i kao Bremer-Wagen), Duer-Wagen i Treffas-Wagen. Riječ je o eksperimentalnim vozilima koja su bila daleko od mogućnosti korisne uporabe.
Prva borbena uporaba tenkova bila je u bitki na Somi 15. rujna 1916. Iako su njemački vojnici ostali zatečeni pojavom potpuno nove vrste oružja, britanski tenkovi Mark I nisu ostvarili veći uspjeh. Ništa bolje nisu prošli ni francuski tenkovi u bitki na Eni 16. travnja 1917. Tek je u bitki kod Kambrea (20. studenog 1917.) 476 britanskih tenkova uspjelo potpuno razbiti njemačku obranu i ostvariti prvu veliku tenkovsku pobjedu.
Pojava prvih britanskih tenkova na francuskom bojištu izazvala je paniku na svim razinama njemačke vojske, od zapovjednika u rovovima do generala u najvišim stožerima. Zbog toga je već 13. studenog 1916. u njemačkom ministarstvu obrane održan stručni skup o mogućnosti razvoja tenkova. Kako bi sve dobilo službenu formu, posao nadgledanja razvoja dodijeljen je 7. općoj ratnoj upravi, odjelu za promet, koji je osnovan u rujnu 1916. Već 13. studenog iste godine njemački glavni stožer donosi odluku da se što prije započne razvoj prvog njemačkog tenka. Projektiranje i razvoj dodijeljeno je pričuvnom satniku i inženjeru strojarstva Josephu Vollmeru.
Prve je idejne skice Vollmer predstavio već početkom siječnja 1917. Zamislio je da prvi njemački tenk zapravo bude univerzalna platforma koja će se istodobno rabiti za borbena djelovanja i prijevoz vojnika. Tako je prvi njemački tenk ujedno i prvi oklopni transporter, ili bolje rečeno, prvo borbeno vozilo pješaštva. Kao osnovu uzeo je traktor-gusjeničar Holt, koji se po licenci proizvodio u Austriji (tadašnja Austro-Ugarska). Osim toga Vollmer je predložio da se na osnovi Holtovog traktora napravi i vozilo za opskrbu. Za pokretanje odabrao je kombinaciju od dva Daimlerova benzinska motora, svaki snage 74,5 kW. Motore je smjestio u sredinu vozila, a iznad njih je postavio "zapovjedni most" za zapovjednika tenka i vozača. Zapravo, po cijelo svojoj koncepciji Vollmerov je prijedlog više nalikovao na brod nego na tenk. Ali ni britanski tenkovi nisu bili ništa bolji. U stvari, po nekim koncepcijskim rješenjima Vollmerov je tenk bio napredniji od britanskih.
Demonstracija prvog drvenog modela u prirodnoj veličini obavljena je 30. travnja 1917., a prvi prototip, kojeg je napravila tvrtka Daimler-Benz, dovršen je sljedećeg mjeseca. Novo je vozilo dobilo oznaku A7V, što je bilo skraćenica od Allegmeine-Kriegs-Department 7, Abteilung Verkehrswesen. Prvi predprodukcijski A7V dovršen je u rujnu 1917., a prvi serijski, ili bolje rečeno, maloserijski primjerak dovršen je u listopadu iste godine. Njemačko ministarstvo obrane u prosincu 1917. naručilo je 100 primjeraka, ali je, zbog kroničnog nedostatka čelika, do kraja rata Daimler-Benz uspio isporučiti samo 20 primjeraka.

## Opis tenka
Pri ocjenjivanju uspješnosti tenka A7V, mora se uzeti u obzir da pričuvni satnik i inženjer strojarstva Joseph Vollmer nije imao ni šest mjeseci da razvije idejnu plan i obavi najosnovnija testiranja. Zapravo, nije imao ni šest tjedana. Kad se tako gleda, A7V je sasvim uspješan tenk. S druge strane, kad ga se objektivno vrednuje, čak i prema standardima onoga vremena, teško da može dobiti prolaznu ocjenu. Međutim, krivnja za to je tek djelomično na strani njegovog konstruktora.
Što se tiče krivnje inženjera Vollmera, ona se prije svega odnosi na gabarite vozila, koje je, kao što smo već spomenuli, više nalikovao na brod koji vozi po kopnu, nego na tenk. Iako mu je dužina od osam metara (dužina tijela bez topovske cijevi bila je 7,34 m) i širina od tri metra bile prihvatljive, njegova visina od čak 3,3 metra svakako nisu. Na vrhu je bio "zapovjedni most" za zapovjednika i vozača. Prednost ovakvog rješenja je bila da su zapovjednik i vozač imali jednaku preglednost terena ispred i iza vozila, te po bokovima. Negativna strane su bile veliki mrtvi kut za vozača (čak 10 metara ispred vozila) i izloženost neprijateljskoj paljbi. Osim toga A7V napravljen je kao kvadrat, koji je, doduše, davao velik korisni prostor unutar tijela, ali je istodobno bio odgovoran za masu veću od 30 tona. Kako bi osigurao nadmoćnu oklopnu zaštitu, Vollmer je tijelo tenka napravio od čeličnih ploča debljine 30 mm (prednji i stražnji dio vozila) i 20 mm (bočni dio vozila). Na njegovu žalost kvaliteta njemačkog čelika krajem I. svjetskog rata bila je tako loša da je razina oklopne zaštite za A7V bila krajnje slaba. Na žalost njegove posade od čak 18 (dva časnika i 16 vojnika), a ponekad i 22 vojnika (još jedna odlika po čemu je više nalikovao brodu nego tenku), slab oklop ih je donekle mogao zaštititi od paljbe streljačkog oružja, ali ne i od izravnih topovskih pogodaka. Već je spomenuto da su zapovjednik tenka i vozač sjedili na vrhu tenka, u svojevrsnom zapovjednom mostu. Ispod njih, u "strojarnici" bila su dva strojara zadužena za motore. Uz to jedan je strojar bio zadužen i za signaliziranje poruka drugim tenkovima, s obzirom na to da nisu imali radiouređaje. U prednjem dijelu vozila nalazila su se dva topnika, ciljatelj i punitelj, zadužena za top od 57 mm. Ostatak posade činili su dvanaest "običnih" vojnika zaduženih za strojnice.
Postavljen na traktorsko podvozje klirens (udaljenost donjeg dijela tijela od zemlje) bila je toliko mali da A7V često nije mogao voziti izvan cesta, dok mu je svladavanje i najmanjih prepreka bilo neostvarivo. Ostao je zabilježen podatak da je A7V mogao prelaziti preko okomitih prepreka visine između 200 i 400 mm (!). S druge strane, navodno je mogao svladati rov širine 2,3 metra. Traktorske gusjenice slabo su prijanjale za zemlju, zbog čega je tenk često nekontrolirano klizio po boku, uz opasnost od prevrtanja.
Dva benzinska 4-cilindrična motora Daimler 165204 pojedinačne snage 74,5 kW (100 KS) davala su odnos snage i mase od samo 0,2 kW/t, dovoljno za tek maksimalnih 15 km/h po cesti. Dio literature navodi da je puno češće maksimalna brzina bila manja od 10 km/h, naravno, pod uvjetom da su radila oba motora, što baš i nije bio čest slučaj. Ostao je i podatak da je A7V po neuređenom terenu mogao voziti maksimalnom brzinom od 8 km/h, što baš i nije vjerojatno. Puno vjerojatniji je drugi podatak od samo 4 km/h. Spremnici za gorivo primali su 500 litara benzina, što je bilo dovoljno tek za 40 km vožnje po cesti.
Zapravo je svaki A7V bio unikat za sebe. Naime, Daimler-Benz nikada nije uspio osposobiti liniju za serijsku proizvodnju ovih tenkova, već je, u skladu s isporukama čelika, odvajao određeni broj majstora za njihovu proizvodnju. Zbog toga su za svaki tenk čelične ploče ručno izrezivane i potom sastavljane zakivanjem. Krajnji je rezultat bio da nisu postojala dva ista A7V. Osim što je brzina isporuke bila niska, razlike su se javljale i u masi tenkova koja se kretala od 30 480 kg pa sve do 33 000 kg. Naravno, sa svakim povećanjem mase istodobno bi slabile i vozne odlike.
U kakvom je slabom stanju bila njemačka vojna industrija 1917. godine najbolje pokazuje naoružanje A7V. Glavno oružje bio je top od 57 mm, smješten u prednjem dijelu vozila, točno po sredini. Međutim, nije se radilo o njemačkom topu, već o belgijskom Maxim-Nordenfeldu (1888) Kasemattkanone. Dobro izvježbana posada mogla je iz tog topa ispaliti do 25 granata u minuti. Maksimalni domet bio mu je 6,4 km, a početna brzina projektila na ustima cijevi 487 m/s. Posada je na raspolaganju imala čak 100 granata, od razornih do probojnih. Kako ni njih nije bilo dostatno, na dio vozila ugrađeni su zarobljeni ruski topovi Sokol istog kalibra. Vollmer je originalno planirao ugraditi topove Becker kalibra 20 mm, ali su testiranja pokazala da su potpuno neučinkoviti protiv oklopnih vozila. Zbog toga je ugradio jedan top od 57 mm i još šest strojnica kalibra 7,9 mm. Za strojnice Maschine Gewehr 1908 osiguran je borbeni komplet od 1500 metaka. Po dvije strojnice Vollmer je razmjestio na bokove i stražnji dio vozila. Dio je tenkova dovršen s osam strojnica, ali bez topa od 57 mm.

## Borbena uporaba
Tijekom borbene uporabe dio posade A7V trebao je izaći iz tenka i djelovati s njegovih bokova. Ideja je bila da tenkovi neutraliziraju neprijeteljsko pješaštvo, topništvo i tenkove, dok bi njegovo pješaštvo čistilo teren. Iza tenkova trebala su ići nenaoružana opskrbna vozila Uberlandwagen/Gelandewagen s pričuvnim streljivom i gorivom. Navodno je do kraja I. svjetskog rata proizvedeno između 35 i 70 takvih vozila, od čega ih je pet nakon rata dano poljskoj vojsci, koja ih je rabila u Poljsko-sovjetskom ratu.
Zapovijed o formiranju 1. i 2. oklopne bojne dana je 20. rujna 1917. Svaka je trebala imati pet stožernih časnika, 109 časnika i vojnika za posade tenkova, te pet do devet tenkova A7V. Zapovijed o formiranju 3. oklopne bojne dana je 6. studenog iste godine. Prva oklopna bojna poslana je na bojište 5. siječnja 1918., na područje Sedana. Međutim, u tom je trenutku obuka posada, što zbog spore isporuke tenkova, a što zbog stalnih kvarova, bila tek polovično obavljena. Zbog toga je nastavljena i nakon što su tenkovi stigli na bojišnicu.
Prvu borbenu uporabu A7V imao je 21. ožujka 1918. kod kanala St. Quentin. Četiri su tenka uporabljena kako bi se zaustavio manji britanski prodor kroz njemačke rovove. Međutim, i ta ograničena uporaba pokazala je neke nedostatke. Prvi je bio ograničena autonomnost tenkova, koji su po cesti mogli prijeći samo 40 kilometara. Silazak s njih značio bi i smanjenje autonomije na manje od 20 kilometara. Povrh toga pokazala se i sva nestabilnost tenkova koja je u nekoliko navrata prijetila prevrtanjem. Vrhunac svega bila je kronična nepouzdanost zbog koje su svi uporabljeni tenkovi, nakon samo nekoliko sati djelovanja, morali na popravke. Zbog toga je njemačka vojska morala u obližnjem gradiću Charleroi formirati privremeni remontni zavod, koji je imao "pune ruke posla". Naravno, britanska je vojska ubrzo otkrila njegovu namjenu te ga redovito obasipala topničkom paljbom i zračnim napadima.
Prva ozbiljnija borbena uporaba A7V zbila se 24. ožujka 1918. godine. Tri su A7V, uz potporu pješaštva, napala britanske rovove ispred gradića Villers-Bretonneux i sela Cachy. Odmah na početku napada suočili su se s tri britanska tenka Mark IV (jedan naoružan topovima od 57 mm i dva samo strojnicama kalibra 7,7 mm). Bitka je dobro započela za Nijemce, jer su već u prvim minutama uspjeli pogoditi jedan Mark IV naoružan strojnicama. Nakon što je posada oštećenog britanskog tenka uvidjela da paljba njihovih strojnica ne može probiti oklop njemačkih tenkova, povukla se iz borbe. Potom je britanski tenk naoružan topovima napao najistureniji njemački tenk i ubrzo ga onesposobio za borbu. Nakon tri direktna pogotka topovima od 57 mm, čiji su projektili bez problema probijali mekani oklop, ubijeno je čak pet članova posade. Nakon toga su posade preostala dva A7V na brzinu povukle, ostavljajući prateće pješaštvo na milost britanskim tenkovima. Povlačenje njemačkih tenkova iskoristilo je čak sedam britanskih srednjih tenkova Medium Mark A (Whippet), naoružani s po četiri strojnice kalibra 7,7 mm, da dokrajče "nezaštićeno" njemačko pješaštvo. Ubrzo su otkrili da ono i nije baš tako nezaštićeno, jer je uspjelo uništiti četiri Whippeta. Pri kraju bitke uništen je i Marki IV tenk naoružan topovima direktnim pogotkom minobacača. Nakon bitke njemački su inženjeri uspjeli odvući uništeni A7V i ponovno ga osposobiti za borbu.
Tog dana njemačka je vojska uporabila svih 18 raspoloživih A7V, ali bez većeg uspjeha. Dva su zaglavila u rupama načinjenih topničkom paljbom, dok ih je najviše moralo odustati od djelovanja zbog kvarova na motorima i/ili oružju. Na kraju dana njihovo je djelovanje imalo katastrofalni učinak jer je britanska vojska u nekoliko manjih protunapada uspjela zarobiti tri A7V. Jedan je bio toliko oštećen da su ga morali razrezati, dok su dva bila u dobrom stanju. Jednog su Francuzi iskoristili za testiranje učinkovitosti oklopa. Drugog su zarobili Australci i danas se nalazi u posebnom staklenom sarkofagu u Queensland Museumu u Brisbaneu.
Iako je njemačka vojska pokušavala s borbenom uporabom A7V sve do listopada 1918., ubrzo je bilo jasno da njegove borbene mogućnosti nisu zadovoljavajuće, te da je po mnogočemu inferioran britanskim i francuskim tenkovima. Osim toga, proizvodnja je bila tako spora da nikada nisu uspjeli okupiti dovoljno tenkova za masovniju uporabu. S druge strane, francuska i posebno britanska proizvodnja tenkova se toliko "zahuktala" da su na bojišta slali na stotine tenkova.

### Zajednički poslužitelj
|  | Zajednički poslužitelj ima stranicu o temi A7V    |
|  | Zajednički poslužitelj ima još gradiva o temi A7V |